# Soldo (Einheit)
Soldo war ein Längenmaß in der Toskana und in Ragusa ein Flächenmaß.
- Toskana Längenmaß: 1 Soldo = 2,918 Zentimeter

Die Maßkette  für das Längenmaß war 
- 1 Braccio/Elle = 20 Soldi = 240 Denari = 258,73 Pariser Linien = 0,58365 Meter
- auch: 1 Soldo = 3 Quarttrini = 12 Denari

- Ragusa Flächenmaß: 1 Soldo = 400 Quadrat-Passi = 16,813 Ar